# 4982 Бартіні
4982 Бартіні (4982 Bartini) — астероїд головного поясу, відкритий 14 серпня 1977 року.
Тіссеранів параметр щодо Юпітера — 3,305.